# Atomopteryx
Atomopteryx és un gènere d'arnes de la família Crambidae.

## Taxonomia
- Atomopteryx coelodactyla (Zeller, 1863)
- Atomopteryx doeri Walsingham, 1891
- Atomopteryx erschoffiana (Zeller, 177)
- Atomopteryx incalis (Hampson, 1913)
- Atomopteryx perelongata (Hampson, 1913)
- Atomopteryx peruviana (Zeller, 1877)
- Atomopteryx pterophoralis (Walker, 1866)
- Atomopteryx serpentifera (Hampson, 1913)
- Atomopteryx solanalis
- Atomopteryx unicolor (E. Hering, 1906)